# Reithrodontomys darienensis
Reithrodontomys darienensis és una espècie de mamífer rosegador de la família dels cricètids. Viu a altituds de fins a 900 msnm a Panamà i, possiblement, Colòmbia. Es tracta d'un animal arborícola. Els seus hàbitats naturals són els boscos perennifolis, les vores dels boscos i les zones obertes. És una espècie en risc mínim, és a dir, no sembla que hi hagi cap amenaça significativa per a la seva supervivència. El seu nom específic, darienensis, significa ‘de Darién’ en llatí.